# 이쿠타 토마
이쿠타 토마(일본어: 生田 斗真 이쿠타 도마[*], 1984년 10월 7일 ~ )는 일본의 배우이다.

## 내력
1996년 2월, NHK 《천재 텔레비전 군》과 쟈니즈 사무소의 오디션에 동시 합격. 2주간 《천재 텔레비전 군》에, 텔레비전 전사로서 출연한다.
1997년, 연속 TV 소설 《아구리》 및 후지 TV 버라이어티 프로그램 《나카이 마사히로의 우리는 모두 살고 있다》에 출연해, 지명도를 높인다.
2000년대, 무대 중심으로 활동하게 되어, 텔레비전 출연이 적어졌지만, 2007년 여름에 방송된 후지 TV 드라마 《아름다운 그대에게~미남♂파라다이스~》에 나카츠 슈이치 역으로 출연한 것에 의해, 지명도를 높히고, 젊은 배우로서 주목받기 시작한다.
2008년, TBS 드라마 《마왕》에서 아라시의 오노 사토시와 더블 주연으로, 골든 시간대·연속 드라마 첫 주연을 하게 된다.
2009년, 후지 TV 드라마 《보이스~생명 없는 자의 목소리~》에 출연. 4월 시작의 후지 TV 드라마 《마녀재판》으로 연속 드라마 단독 첫 주연.
2010년, 《인간 실격》으로 영화 첫 출연 및 주연. 8월 31일, 쟈니즈 Jr. 졸업. 이쿠타 단독 공식 사이트가 개설된다.

## 인물
- 남동생은 후지 TV의 아나운서인 이쿠타 류세이.
- 호리코시 고등학교 졸업.
- 친구1:마츠모토 준&오노 사토시&아이바 마사키
- 친구2:사쿠라이 쇼&니노미야 카즈나리&오구리 슌

## 수상
- 제54회 더 텔레비전 드라마 아카데미상·조연 남우상 (《아름다운 그대에게~미남♂파라다이스~》)
- 제11회 닛칸 스포츠·드라마 그랑프리·조연 남우상 (《아름다운 그대에게~미남♂파라다이스~》)
- 제53회 기네마 준보 베스트 10 신인상 (《인간 실격》 《하나미즈키》)
- 제53회 블루리본상 신인상 (《인간 실격》 《하나미즈키》)

## 출연

### 드라마
- 연속 TV 소설 아구리 (1997년 7월 28일 ~ 8월 2일, NHK) - 요시유키 준노스케(소년 시절) 역
- 정월이야! 천재 텔레비전 군 전뇌 서유기 (1998년 1월 1일, NHK 교육) - 하쿠바 텐류 역
- LOVE&PEACE (1998년 4월 ~ 7월, 닛폰 TV) - 호리구치 요헤이 역
- BOYS BE… Jr. 제5회 (1998년 11월 1일, 닛폰 TV) - 주연·우에키 가즈히로 역
- 열혈 연애도 case.5 (1999년 2월 7일, 닛폰 TV) - 주연·이토 기요시 역
- 열혈 연애도 case.15 (1999년 4월 18일, 닛폰 TV) - 주연·나루키 역
- 무서운 일요일~신장~ (1999년 10월 ~ 12월, 닛폰 TV)
- 사이코메트러 EIJI II 제5화 (1999년 11월 13일, 닛폰 TV) - 다쓰히코 역
- 무서운 일요일~2000~ 제1화 〈이어지는 장면~비디오에 찍힌 수수께끼의 노이즈~〉(2000년 7월 2일, 닛폰 TV) - 주연
- 제17회 산토리 미스터리 대상 스페셜 《오전 3시의 루스터》 (2000년 11월 25일, TV 아사히) - 나카니시 신이치로 역
- 사상 최악의 데이트 10th DATE (2001년 2월 11일, 닛폰 TV) - 주연·사스케 역
- 네버랜드 (2001년 7월 ~ 9월, TBS) - 세토 오사무 역
- 사람에게 사냥하게 제5화 (2002년 2월 4일, 후지 TV) - 유스케 역
- 연기자. 아메리카 (2002년 8월 ~ 9월, 후지 TV) - 핫타 역
- 어제의 친구는 오늘의 적? (2004년 1월 ~ 2월, NHK) - 히다카 야스히코 역
- 감찰의·무로 아키코 35 ~추전락사~ (2004년 11월 9일, 닛폰 TV) - 이토 신지 역
- 극단 연기자. 잠자는 숲의 사체 (2005년 2월 ~ 3월, 후지 TV) - 주연·에이지 역
- 온야도 카와세미 제3장 제2 ~ 3·9화 (2005년 5월 ~ 8월, NHK) - 마쓰모토 이타로 역
- 형사 방~롯폰기 우스운 수사반~ (2005년 7월 ~ 9월, TV 아사히) - 오치 유키오(포치) 역
- 아스카에게, 그리고 아직 태어나지 않은 아이에게 (2005년 10월 10일, 후지 TV) - 사와무라 카즈야 역
- 극단 연기자. 남자의 꿈 (2006년 1월 ~ 2월, 후지 TV) - 주연·야마자키 역
- 아키하바라@DEEP (2006년 6월 ~ 8월, TBS) - 박스(미야마에 사다츠구) 역
- 꽃보다 남자 2(리턴즈) 제1화 (2007년 1월 5일, TBS) - 오리베 준페이 역
- 아름다운 그대에게~미남♂파라다이스~ (2007년 7월 ~ 9월, 후지 TV) - 나카쓰 슈이치 역
  - 아름다운 그대에게~미남♂파라다이스~ 졸업식&7과 1/2화 스페셜 (2008년 10월 12일)
- 허니와 클로버 (2008년 1월 ~ 3월, 후지 TV) - 다케모토 유타 역
- 마왕 (2008년 7월 ~ 9월, TBS) - 주연·세리자와 나오토 역
- 보이스~생명 없는 자의 목소리~ (2009년 1월 ~ 3월, 후지 TV) - 이시마쓰 료스케 역
- 마녀재판 (2009년 4월 ~ 7월, 후지 TV) - 주연·요시오카 토오루 역
- 기묘한 이야기 가을 특별편 〈자살자 리사이클법〉 (2009년 10월 5일, 후지 TV) - 주연·미키오 역
- 자만 형사 (2010년 7월 ~ 9월, TBS) - 혼죠 사다메 역
- 마츠모토 세이쵸 스페셜 〈구형의 황야〉 (2010년 11월 26일 ~ 27일, 후지 TV) - 소에다 쇼이치 역
- 늦게 피는 해바라기~나의 인생, 리뉴얼~ (2012년 10월 ~ 12월, 후지 TV) - 주연·코다이라 죠타로 역
- 군사 칸베에 (2014년 1월 ~ 12월, NHK) - 타카야마 우콘 역
- 우로보로스~이 사랑이야말로, 정의. (2015년 1월 ~ 3월, TBS) - 주연·류자키 이쿠오 역
- 이다텐~도쿄 올림픽 이야기~ (2019년 1월 ~ 12월, NHK) - 미시마 야히코 역

### 영화
- 인간 실격 (2010년, 카도카와 영화) - 주연·오오바 요조 역
- 시사이드 모텔 (2010년, 아스믹 에이스) - 주연·카메다 역
- 하나미즈키 (2010년, 도호) - 기우치 고헤이 역
- 겐지 모노가타리 천년의 수수께끼 (2011년, 토호) - 주연·히카루 겐지 역
- 우리들이 있었다 전편/후편 (2012년, 토호) - 주연·야노 모토하루 역
- 뇌남 (2013년, 도호) - 주연·스즈키 이치로 역
- 두더지의 노래 잠입탐정 REIJI (2014년, 도호) - 주연·키쿠카와 레이지 역
  - 두더지의 노래 홍콩 광소곡 (2016년)
- 서툴지만, 사랑 (2014년, 도호) - 기타야마 이치로 역
- 예고범 (2015년, 도호) - 주연·게이츠 역
- 그래스호퍼 (2015년, KADOKAWA/쇼치쿠) - 주연·스즈키 역
- 비밀 THE TOP SECRET (2016년, 쇼치쿠) - 주연·마키 츠요시 역
- 그들이 진심으로 엮을 때 (2017년, 스루키토스) - 주연·린코 역
- 선생님! (2017년, 워너 브라더스 영화) - 주연·이토 고사쿠 역

### 무대
- Stand by Me (1997년) - 반 역
- MILLENNIUM SHOCK (2000년)
- 스사노~신의 검 이야기~ (2002년) - 카제요미 역
- SHOCK~is Real Shock~ (2003년) - 토마 역
- PLAYZONE2003 Vacation (2003년) - 토머스 역
- 에드거 씨는 행방불명 (2004년) - 배리 트레이버 역
- mama loves MAMBO III (2004년) - 카와하라 히카루 역
- PLAYZONE2004 WEST SIDE STORY (2004년) - A러브 역
- WEST SIDE STORY (2004년) - 액션 역
- 아즈미~AZUMI on STAGE~ (2005년) - 우키하/나치 역 (2역)
- 아즈미~AZUMI RETURNS~ (2006년) - 우키하/나치 역 (2역)
- Cat in the Red Boots (2006년) - 주연·토마 역
- Endless SHOCK (2007년) - 토마 역
- 베로나의 두 신사 (2007년) - 주연·밸런타인 역
- 그리스 (2008년) - 주연·대니 주코 역
- 미시마 더블 (2011년)
- 갈매기 (2013년) - 주연·트레프레프 역
- SHINKANSEN☆R 〈Vamp Bamboo burn〉 (2016년) - 주연·토시로 역

### CM
- 도요타 자동차 〈비츠 티저 편〉 〈얼굴 편〉 〈스마트 스톱 편〉 〈드라이버즈 시트 편〉 〈스마트하게 달려 나가자 편〉 〈신경쓰는 두 사람 편〉 〈정하는 두 사람 편〉 〈미안해, 멋있어서 편〉 (2010년 12월 ~ )
- 어스 제약 〈바스 로망 온천 여관 편〉 〈로망 편〉 〈춤 편〉 〈습기 베일 편〉 (2011년 10월 ~ )
- 일본 햄 〈배색 키친 편〉 〈배색 왕자 편〉 (2013년 6월 ~ )
- P&G 재팬 〈아리엘 새하얌 편〉 〈양말 편〉 〈초시단 편〉 (2013년 6월 ~ )
- 몬델리즈 재팬 〈HALLS ICE CUBE 론치 편〉 (2013년 9월 ~ )
- 산토리 〈맑게 개는 매실주 실감 편〉 (2014년 4월 ~ )

### 라디오
- 챠파라☆Fight 쟈니즈 Jr.의 월요일 (1999년 4월 ~ 9월, 분카 방송)
- DOKI2 애프터 스쿨 (1998년 4월 ~ 2002년 3월, 닛폰 방송)
- 이쿠타 토마의 올 나이트 닛폰 (2007년 12월 14일, 닛폰 방송)
- 이쿠타 토마의 올 나이트 닛폰 GOLD (2012년 11월 23일, 닛폰 방송)

### 뮤직 비디오
- TOKIO 〈NaNaNa (태양 따윈 필요 없어)〉 (2010년)
- 아라시 〈부활LOVE〉 (2016년)